# Neacomys serranensis
Neacomys serranensis és una espècie de mamífer rosegador de la família dels cricètids. És endèmic de la Serranía de los Yariguíes (Colòmbia). Té el pelatge ventral de color ocre/camussa. Té el neurocrani més convex que el seu congènere N. tenuipes. El seu nom específic, serranensis, és alhora una referencia a la Serranía i un homenatge al professor Víctor Hugo Serrano, de la Universitat Industrial de Santander. Com que fou descoberta fa poc, l'estat de conservació d'aquesta espècie encara no ha estat avaluat formalment.